# Claudia Strobl
Pour les articles homonymes, voir Strobl (homonymie).
Claudia Strobl, née le 4 novembre 1965 à Afritz am See, est une ancienne skieuse alpine autrichienne.

## Coupe du monde
- Meilleur résultat au classement général : 13e en 1990
  - 1 victoire : 1 slalom

### Saison par saison
- Coupe du monde 1986 :
  - Classement général : 38e
- Coupe du monde 1987 :
  - Classement général : 30e
- Coupe du monde 1988 :
  - Classement général : 45e
- Coupe du monde 1989 :
  - Classement général : 55e
- Coupe du monde 1990 :
  - Classement général : 13e
    - 1 victoire en slalom : Steamboat Springs
- Coupe du monde 1991 :
  - Classement général : 36e
- Coupe du monde 1992 :
  - Classement général : 36e
- Coupe du monde 1993 :
  - Classement général : 67e
- Coupe du monde 1994 :
  - Classement général : 116e

## Arlberg-Kandahar
- Meilleur résultat : 10e place du slalom 1993 à Cortina d’Ampezzo